# William Clarke (farmacêutico)
William Clarke (Grantham, abril de 1609 - 1682) foi um farmacêutico inglês. William forneceu alojamento para Isaac Newton quando ele era jovem e frequentava a The King's School.
Durante a Guerra civil inglesa William se aliou aos parlamentares.